# مردان مشت‌زن
 مردان مشت‌زن  عنوان فیلمی است آمریکایی، با تکنیک عکاسی سیاه و سفید، صامت و کوتاه به کارگردانی ویلیام کندی دیکسون. این فیلم محصول سال ۱۸۹۱ میلادی است. زمان این فیلم ۵ ثانیه است.